# سی‌کیو (فیلم)
سی‌کیو (به انگلیسی: CQ) فیلمی محصول سال ۲۰۰۱ و به کارگردانی رومن کوپولا است. در این فیلم بازیگرانی همچون جرمی دیویس، آنجلا لیندوال، الودی بوشه، ژرار دوپاردیو، ماسیمو گینی، جانکارلو جانینی، جان فیلیپ لا، جیسون شوارتزمن، دین استاکول، بیلی زین، سیلویو موچینو، ناتالیا وودیانوا، سوفیا کوپولا و رومن دوریس ایفای نقش کرده‌اند.